# Хорошилова, Александра Владимировна
Алекса́ндра Влади́мировна Хороши́лова (в замужестве — Архангельская; 1922—1997) — участник Великой Отечественной войны, старший техник эскадрильи по вооружению и комсорг 46-го гвардейского ночного бомбардировочного авиационного полка 325-й ночной бомбардировочной авиационной дивизии, гвардии лейтенант.
В Красной Армии с 1941 года. В действующей армии — с мая 1942 года. Участвовала в битве за Кавказ, освобождении Кубани, Крыма и Белоруссии. Дошла до Германии.

## Биография
Родилась в бедной крестьянской семье.
Окончила четыре класса начальной школы. Затем в другой школе окончила 7 классов, была пионеркой. После семилетки окончила — педагогическое училище, где вступила в комсомол, была секретарем комсомольской организации, членом пленума райкома ВЛКСМ. После окончания училища была направлена в Москву для продолжения учёбы в педагогическом институте на историческом факультете.
С началом войны стремилась попасть на фронт. После собеседования студенток с Мариной Расковой — была направлена на сборный пункт в академии имени Жуковского на медицинскую комиссию. Когда прибыли на Волгу к месту учёбы, девушек стали распределять по группам — Саша попала в группу вооруженцев, так как у неё не было летной специальности и трех курсов института (с тремя курсами брали в штурманскую группу). Учёбу она закончила отлично и была зачислена на должность техника эскадрильи по вооружению.
Когда Хорошилова стала комсоргом полка, она решила овладеть штурманской подготовкой, считая, что только летающий комсорг может обеспечить выполнение боевых заданий комсомольцами. Саша занималась под руководством Жени Рудневой, штурмана полка. Впоследствии она летала на Севастополь, бомбила бухту с вражескими кораблями. На счету полкового комсорга было более ста вылетов.
В конце войны вышла замуж за артиллериста — Сергея Архангельского, который остался служить в армии, сама поехала в Москву продолжать учёбу в педагогическом институте.
После демобилизации — Архангельские поселились в Кузнецке Пензенской области. Александра Владимировна преподавала историю в средней школе и стала очень серьёзно изучать политэкономию. Позже жила в Куйбышеве. Ещё позже Александра Владимировна работала начальником кафедры политэкономии Одесского высшего инженерного морского училища, кандидат экономических наук (затем — доктор экономических наук).

## Награды и звания
- Была награждена орденами Отечественной войны 2 степени и Красной Звезды, а также медалями.
- Профессор кафедры политехнической экономики Одесского высшего инженерного морского училища им. Ленинского комсомола[1].

## Память
- Почетный гражданин города Одессы (1985 год)[2].